# Lesní molo liniový zadní
Maják Lesní molo liniový zadní (rusky: Лесной Мол Створный Задний) stojí na pobřeží Finského zálivu Baltského moře v Petrohradě v Rusku.
Je nejvyšším majákem v Ruské federaci a čtvrtý na světě.

## Popis
Majáky Lesní molo tvoří navigační linii v Mořském kanále, kterým lodi vplouvají do přístavu v Petrohradu. Nejvyšší maják v Rusku a čtvrtý na světě je Lesní mol liniový zadní s výškou 73 m. Lesní molo přední má výšku 16 m a výšku světla v 21 m n. m., Lesní molo střední má výšku 24 m a výšku světla v 26 m n. m.
Lesní molo liniový zadní byl navržen Jevgeniem Gnicevičem v roce 1986. Betonová válcová věž, která se do cca poloviny výšky zužuje. Nahoře má tři ochozy a lucernu. Světelný zdroj v lucerně je ve výšce 52 m n. m. Maják má bílo-červené vodorovné pruhy.

## Data
- výška věže 73 m[2][3]
- světelný zdroj 76 m n. m.
- červené světlo přerušované každé 4 s

označení:
- Admiralty C4062.2
- NGA NGA 13062.2